# Méthode MERIP
 (janvier 2024).
Si vous disposez d'ouvrages ou d'articles de référence ou si vous connaissez des sites web de qualité traitant du thème abordé ici, merci de compléter l'article en donnant les références utiles à sa vérifiabilité et en les liant à la section « Notes et références ».
La méthode de diagnostic sommaire MERIP, développée dans le cadre d'une collaboration entre le Laboratoire d’Énergie Solaire (LESO) de l’Institut de Technique du Bâtiment (ITB) du Département d’architecture de l'EPFL et le programme d'impulsion PI BAT, constitue un outil important pour la rénovation de l'habitat en Suisse. Depuis sa mise sur le marché en 1992, MERIP a largement été diffusée auprès de tous les acteurs de la rénovation des immeubles d’habitation.

Cette méthode permet au travers d’une visite systématique de connaitre l'importance des dégradations d'un immeuble et de déterminer le coût estimatif de sa remise en état. Le temps nécessaire à la visite ainsi qu’à l’élaboration du rapport est de l’ordre de deux jours. Avec une précision suffisante de l’ordre de 15 %, l'expert peut déterminer les prix estimatifs les plus proches de la réalité.

D'où l'apport important que constitue cet instrument pour le maître d'œuvre d'une opération de rénovation. En effet dès l'étude de faisabilité, MERIP devient la base d'une négociation entre les différentes parties, elle permet d'apporter des éléments de réflexion et de décision, à des questions que se pose le maître de l'ouvrage en matière de choix d'investissement.

La méthode sert de référence dans le cadre du règlement d’application de la loi Vaudoise (Suisse) du 4 mars 1985 concernant la démolition, la transformation et la rénovation des maisons d’habitation.

## Autres méthodes de diagnostics
- Méthode EPIQR
- Méthode MER habitat